# UNE ANNEE
《UNE ANNEE》(위나네)는 대한민국의 음악그룹 에이핑크의 첫 번째 정규 앨범이다. 2012년 5월 9일 CJ E&M에 의해 발매되었다. 타이틀곡은 〈HUSH〉이다. 앨범 제목은 프랑스어로 "1년"을 뜻한다.

## 발매 과정
2012년 5월 3일 에이핑크 공식 사이트를 통해 정규 1집 앨범 《UNE ANNEE》의 자켓 사진을 공개하였다. 또 같은 날 싸이월드 뮤직을 통해서 멤버별 1차 컴백 포토를 공개하였고, 이어 5월 4일에는 멤버별 2차 컴백 포토를, 5월 7일에는 단체 3차 컴백 포토와 컴백 티저 영상을 공개하였다. 그리고 2012년 5월 9일 정규 1집 앨범 《UNE ANNEE》가 발매되었다.

## 수록곡
| #            | 제목                       | 작사                  | 작곡                  | 편곡  | 재생 시간 |
| ------------ | -------------------------- | --------------------- | --------------------- | ----- | --------- |
| 1.           | 〈UNE ANNEE〉              | 범이낭이              | 범이낭이              | 0:55  |           |
| 2.           | 〈HUSH〉                   | 라도 휴우             | 라도 휴우             | 3:30  |           |
| 3.           | 〈고양이〉                 | 메이비                | 김건우                | 3:32  |           |
| 4.           | 〈4월 19일〉               | 박초롱                | 김진환                | 4:16  |           |
| 5.           | 〈BUBIBU〉                 | 황금두현 노는어린이   | 황금두현 노는어린이   | 3:39  |           |
| 6.           | 〈STEP〉                   | 휴우                  | 휴우 신사동호랭이     | 3:37  |           |
| 7.           | 〈BOY〉                    | 슈퍼창따이            | 슈퍼창따이            | 3:03  |           |
| 8.           | 〈I GOT YOU〉              | 신사동호랭이 굿라이프 | 신사동호랭이 굿라이프 | 3:18  |           |
| 9.           | 〈하늘높이〉 (Feat. Joker) | 슈퍼창따이            | 슈퍼창따이            | 3:21  |           |
| 총 재생 시간 | 총 재생 시간               | 총 재생 시간          | 총 재생 시간          | 29:14 |           |